# جون روكويل
جون روكويل (بالإنجليزية: John Rockwell)‏ هو ناقد موسيقي وكاتب وصحفي أمريكي، ولد في 1940 في واشنطن العاصمة في الولايات المتحدة.

## وصلات خارجية
- جون روكويل على موقع ميوزك برينز (الإنجليزية)
- جون روكويل على موقع ديسكوغز (الإنجليزية)